# Aeropuerto de Róterdam-La Haya
El aeropuerto de Róterdam-La Haya, anteriormente Aeropuerto de Róterdam (en neerlandés: Vliegveld Zestienhoven), (IATA: RTM, OACI: EHRD) está ubicado a 5 km al nornoroeste de Róterdam, y es el tercero más grande de los Países Bajos por número de pasajeros tras el Aeropuerto de Eindhoven. En el aeropuerto hay, entre otros, vuelos diarios a Londres, Hamburgo y vuelos chárter. En 2014 atendió a 1.590.144 pasajeros.

## Historia
Después de la Segunda Guerra Mundial el gobierno neerlandés decidió que era necesario un segundo aeropuerto junto a Schiphol. La ciudad de Róterdam tenía un aeropuerto antes del conflicto, el aeropuerto Waalhaven, sin embargo, fue destruido para prevenir que fuese utilizado por los alemanes. La reconstrucción de este aeropuerto era inviable, así que había que buscar un nuevo emplazamiento para el aeropuerto. 
Se encontró una nueva localización, la depresión bajo el nivel del mar de Zestienhoven. La construcción del aeropuerto comenzó en agosto de 1955 y el aeropuerto fue oficialmente abierto en octubre de 1956. Poco después de la inauguración algunas de las grandes aerolíneas internacionales como Swissair, Lufthansa y Air France comenzaron a operar en Róterdam. Sin embargo, los planes de los años 1970, de mover o cerrar el aeropuerto para hacer sitio a las viviendas y el incierto futuro provocó un estancamiento del crecimiento del aeropuerto y que muchos operadores dejasen de efectuar vuelos a este. Durante treinta años parecía cerrado, pero el crecimiento económico en los 90 provocó nuevos crecimientos de pasajeros y en 2001 se decidió que la actual situación del aeropuerto sería mantenida, durante al menos un siglo. 
La ruta durante más tiempo operada, a Londres-Heathrow, actualmente operada por KLM Cityhopper, será suspendida en favor de la ampliación de la base de operaciones de SkyTeam en Londres Heathrow. Esto supondrá el fin de la operación de KLM desde Róterdam. Muchos vuelos son operados actualmente por aviones turbohélice regionales como el Fokker 50, el Dash 8 y el ATR y pequeños aviones reactores como el Boeing 737 o el Airbus A320 y sus respectivas series. También existe un importante tráfico de aviación de negocios.

## Aerolíneas y destinos
Las siguientes aerolíneas operan frecuentemente en el aeropuerto de Róterdam:

### Destinos internacionales
| Ciudades por países | Nombre del aeropuerto                                   | Aerolíneas                                                       |
| África              | África                                                  | África                                                           |
| ------------------- | ------------------------------------------------------- | ---------------------------------------------------------------- |
| Marruecos           |                                                         |                                                                  |
| Alhucemas           | Aeropuerto Cherif Al Idrissi                            | Transavia                                                        |
| Casablanca          | Aeropuerto Internacional Mohammed V                     | TUI fly Belgium (estacional)                                     |
| Fez                 | Aeropuerto de Fez-Saïss                                 | Transavia                                                        |
| Nador               | Aeropuerto Internacional de Nador                       | Transavia / TUI fly Belgium (estacional)                         |
| Tánger              | Aeropuerto de Tánger-Ibn Battuta                        | Transavia                                                        |
| Asia                |                                                         |                                                                  |
| Turquía             |                                                         |                                                                  |
| Antalya             | Aeropuerto de Antalya                                   | Pegasus Airlines (estacional) / TUI fly Netherlands (estacional) |
| Esmirna             | Aeropuerto de Esmirna-Adnan Menderes                    | Corendon Airlines (estacional) / SunExpress (estacional)         |
| Estambul            | Aeropuerto Internacional Sabiha Gökçen                  | Pegasus Airlines                                                 |
| Kayseri             | Aeropuerto de Kayseri                                   | Pegasus Airlines (estacional)                                    |
| Europa              |                                                         |                                                                  |
| Austria             |                                                         |                                                                  |
| Innsbruck           | Aeropuerto de Innsbruck                                 | Transavia (estacional)                                           |
| Salzburgo           | Aeropuerto de Salzburgo                                 | Transavia (estacional)                                           |
| Croacia             |                                                         |                                                                  |
| Dubrovnik           | Aeropuerto de Dubrovnik                                 | Transavia (estacional)                                           |
| Split               | Aeropuerto de Split                                     | Transavia (estacional)                                           |
| Pula                | Aeropuerto de Pula                                      | Transavia (estacional)                                           |
| Zadar               | Aeropuerto de Zadar                                     | Transavia (estacional)                                           |
| España              |                                                         |                                                                  |
| Alicante            | Aeropuerto de Alicante-Elche                            | Transavia                                                        |
| Almería             | Aeropuerto de Almería                                   | Transavia (estacional)                                           |
| Barcelona           | Aeropuerto Josep Tarradellas Barcelona-El Prat          | Transavia                                                        |
| Fuerteventura       | Aeropuerto de Fuerteventura                             | TUI fly Netherlands                                              |
| Gerona              | Aeropuerto de Gerona-Costa Brava                        | Transavia (estacional)                                           |
| Gran Canaria        | Aeropuerto de Gran Canaria                              | Transavia / TUI fly Netherlands                                  |
| Ibiza               | Aeropuerto de Ibiza                                     | Transavia (estacional)                                           |
| Lanzarote           | Aeropuerto César Manrique-Lanzarote                     | TUI fly Netherlands (estacional)                                 |
| Málaga              | Aeropuerto de Málaga-Costa del Sol                      | Transavia                                                        |
| Palma de Mallorca   | Aeropuerto de Palma de Mallorca                         | Transavia (estacional)                                           |
| Sevilla             | Aeropuerto de Sevilla                                   | Transavia (inicia el 28 de octubre de 2025)                      |
| Tenerife            | Aeropuerto de Tenerife Sur                              | Transavia (estacional) / TUI fly Netherlands                     |
| Valencia            | Aeropuerto de Valencia                                  | Transavia                                                        |
| Finlandia           |                                                         |                                                                  |
| Kittilä             | Aeropuerto de Kittilä                                   | TUI fly Netherlands (estacional)                                 |
| Kuusamo             | Aeropuerto de Kuusamo                                   | TUI fly Netherlands (estacional)                                 |
| Francia             |                                                         |                                                                  |
| Bastia              | Aeropuerto de Bastia-Poretta                            | Transavia (estacional)                                           |
| Bergerac            | Aeropuerto de Bergerac                                  | Transavia                                                        |
| Tolón               | Aeropuerto de Toulon-Hyères                             | Transavia (estacional)                                           |
| Grecia              |                                                         |                                                                  |
| Corfú               | Aeropuerto Internacional de Corfú-Ioannis Kapodistrias  | Transavia (estacional)                                           |
| Cos                 | Aeropuerto Internacional de Kos-Hipócrates              | Transavia (estacional) / TUI fly Netherlands (estacional)        |
| Heraclión           | Aeropuerto Internacional de Heraclión Nikos Kazantzakis | Transavia (estacional) / TUI fly Netherlands (estacional)        |
| Rodas               | Aeropuerto Internacional de Rodas-Diágoras              | TUI fly Netherlands (estacional)                                 |
| Zacinto             | Aeropuerto Internacional de Zante                       | TUI fly Netherlands (estacional)                                 |
| Italia              |                                                         |                                                                  |
| Bríndisi            | Aeropuerto de Bríndisi                                  | Transavia (estacional)                                           |
| Palermo             | Aeropuerto de Palermo-Punta Raisi                       | Transavia (estacional)                                           |
| Perugia             | Aeropuerto de Perugia                                   | Transavia (estacional)                                           |
| Roma                | Aeropuerto de Roma-Fiumicino                            | Transavia                                                        |
| Portugal            |                                                         |                                                                  |
| Faro                | Aeropuerto Internacional de Faro                        | Transavia                                                        |
| Lisboa              | Aeropuerto de Lisboa                                    | Transavia                                                        |
| Reino Unido         |                                                         |                                                                  |
| Londres             | Aeropuerto de Londres-City                              | British Airways                                                  |
| Londres             | Aeropuerto de Londres-Stansted                          | Transavia                                                        |
| Suiza               |                                                         |                                                                  |
| Ginebra             | Aeropuerto Internacional de Ginebra                     | Transavia (estacional)                                           |

El aeropuerto también es utilizado de manera frecuente por la aviación general y hay algunos aeroclubes y escuelas en el aeropuerto.

## Estadísticas
Ver fuente y consulta Wikidata.